# Ophir de la meilleure actrice

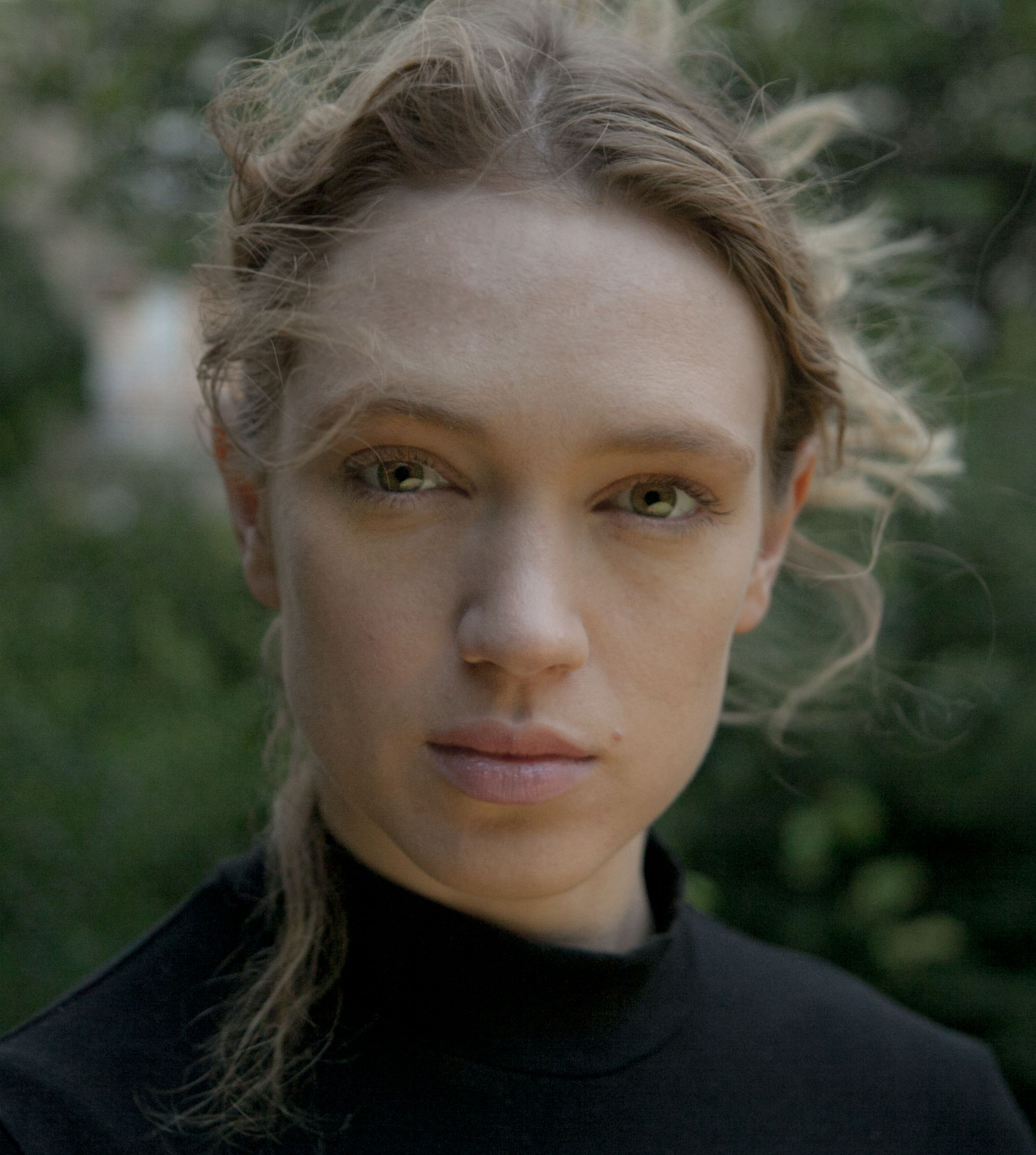
Alena Yiv.

L'Ophir de la meilleure actrice est la récompense qui désigne la meilleure actrice d'un film israélien lors de la cérémonie des Ophirs du cinéma.

## Palmarès
Note : les actrices lauréates sont indiquées en caractères gras.

### Années 1990
- 1990 : Rita Zohar pour Ahavata Ha'ahronah Shel Laura Adler
- 1991 : Dafna Rechter pour Me'ever Layam
- 1992 : Anat Waxman pour Sipurei Tel-Aviv
- 1993 : Hagit Dasberg pour Golem Ba'Maagal
- 1994 : Rivka Neuman pour Smicha Hashmalit Ushma Moshe
- 1995 : Hanna Azoulay Hasfari pour Hole Ahava B'Shikun Gimel
- 1996 : Lucy Dubinchik pour Saint Clara (Clara Hakedosha)
- 1997 : Esti Zakheim pour Afula Express
- 1998 : Dafna Rechter pour Sensation urbaine
- 1999 : Evelyn Kaplun pour Autour de Yana

### Années 2000
- 2000 : Tinkerbell pour Ha-Hesder
- 2001 : Ronit Elkabetz pour Mariage tardif
- 2002 : Orly Silbersatz Banai pour Broken Wings
- 2003 : Ayelet Zurer pour Nina's Tragedies (Ha-Asonot Shel Nina)
- 2004 : Dana Ivgy pour Mon trésor
- 2005 : Sigalit Fuchs pour Muchrachim Lehiyot Same'ach
- 2006 : Assi Levy pour Aviva, My Love (Aviva Ahuvati)
- 2007 : Ronit Elkabetz pour La Visite de la fanfare
- 2008 : Hiam Abbass pour Les Citronniers
- 2009 : Irit Kaplan pour Sumo

### Années 2010
- 2010 : Maya Dagan pour Once I Was
- 2011 : Evelin Hagoel pour My Lovely Sister
- 2012 : Hadas Yaron pour Le Cœur a ses raisons
- 2013 : Sivan Levy pour Shesh Peamim
- 2014 : Dana Ivgy pour Zero Motivation
- 2015 :  Moran Rosenblatt pour Wedding Doll (Hatuna MeNiyar)
- 2016 : 
  - Noa Kooler pour Laavor et hakir
  - Ania Bukstein pour  A Quiet Heart
  - Lihi Kornowski pour The Burglar
  - Evgenia Dodina pour Une semaine et un jour
  - Lamis Ammar pour Tempête de sable
- 2017 :
  - Shaden Kanboura pour Je danserai si je veux
  - Noa Kooler pour Bayit Bagalil
  - Joy Rieger pour Past Life
  - Assi Levy pour Ga'agua
  - Neta Riskin pour Le Dossier Mona Lina
- 2018 :
  - Sarah Adler pour The Cakemaker
  - Laliv Sivan pour Love Trilogy : Stripped
  - Shira Haas pour Broken Mirrors
  - Joy Rieger pour Virgins
  - Stav Strashko pour HaNeshef
- 2019 :
  - Liron Ben-Shlush pour Working Woman
  - Maria Belkin pour Golden Voices
  - Neta Elkayam pour Mamy
  - Hani Furstenberg pour The Golem
  - Nelly Tagar pour Neffilot

### Années 2020
- 2020
  - Alena Yiv : Asia[1]
  - Ruba Blal : The Dead of Jaffa (Hametim shel yafo)  
  - Naama Preis : God of the Piano
  - Joy Rieger : Sheifa lehaim
  - Nelly Tagar : Paris Boutique
- 2021
- 2022
- 2023